# Yahya ibn Khalid
Yahya ibn Khalid (in arabo يحيى بن خالد‎?, Yaḥyā b. Khālid; ... – 806) è stato un politico persiano, vizir del califfo Hārūn al-Rashīd, membro della potente famiglia vizirale dei Barmecidi e figlio di Khalid ibn Barmak.

## Biografia
Verso il 765, fu nominato governatore dell'Azerbaigian dal califfo al-Mansur.
Il figlio di Yahya, al-Fadl, nacque a Rayy (persiano Rei), nello stesso momento in cui nasceva il figlio del califfo al-Mahdi, Harun, il futuro Rashīd. Nel 778, Al-Mahdi incaricò Yahya di occuparsi dell'educazione di Harun.
Quando al-Hadi divenne califfo alla morte di al-Mahdi, Yahya dissuase a più riprese il califfo dal proclamare il proprio figlioletto erede designato anziché il fratello Harun. Pe tutta risposta, il califfo rinchiuse Yahya in prigione e lo stesso fece col fratello ma, probabilmente per mano della comune madre, vedova di al-Mahdi, il califfo al-Hadi morì poco dopo in seguito a un omicidio perpetrato da una schiava, ma dietro la quale è facile scorgere un complotto. Quando Harun divenne califfo, col laqab di Rashīd (il Ben Guidato [da Dio]), Yahya divenne comprensibilmente il suo fedele vizir.
Sotto la sua capace guida amministrativa, il califfo invitò a Baghdad un gran numero di studiosi e ricercatori, molti buddisti indiani, per l'allestimento di una biblioteca privata, nucleo della rinomata Bayt al-Ḥikma, ampliata più tardi dal figlio del califfo, al-Maʾmūn. Un catalogo di testi musulmani e non musulmani fu preparato a quell'epoca, a dimostrazione dell'enorme interesse dell'Islam per la sapienza, foss'anche non islamica, e ad esso fu dato il nome di Kitab al-Fihrist (Libro dell'Indice), che includeva un gran numero di testi buddisti e induisti. Fra essi una versione araba del racconto circa le precedenti vite del Buddha, il Kitāb al-Budd, senza che l'avversione dell'Islam per la reincarnazione (tanasukh) facesse in alcun modo velo all'ansia di conoscenza islamica dell'epoca.
Yahya ebbe tre figli, fra cui Ja'far, che gli succedette come vizir e che era fratello di latte dello stesso califfo. Gli altri figli si chiamavano Mūsā, che governò Damasco, e al-Fadl, che fu governatore del Khorasan e poi dell'Egitto.
Nell'803, la sua famiglia cadde in drammatica disgrazia e Yahya finì in prigione, dove poi morì nell'806, mentre suo figlio Ja'far fu ucciso e successivamente crocifisso ad un pilone di un ponte sull'Eufrate di Baghdad.